# Giuseppe Sacchi (sindacalista)
Giuseppe Sacchi (Robbiano di Mediglia, 25 dicembre 1917 – Milano, 13 dicembre 2016) è stato un sindacalista, politico e partigiano italiano, dirigente della Fiom e del Partito Comunista Italiano.

## Biografia
Figlio di un mugnaio e una contadina, penultimo di dieci fratelli, nacque in una cascina di Robbiano di Mediglia. Nel 1922 si trasferì con la famiglia a Milano e poco dopo, ancora bambino, cominciò a lavorare come garzone.

### La giovinezza, la fabbrica, il ciclismo
A quattordici anni entrò in fabbrica alla Officine Meccaniche di Milano. Il fratello Luigi, antifascista come il resto della famiglia, venne pugnalato a morte da alcuni squadristi nel 1931. La famiglia Sacchi venne assistita legalmente dall'avvocato socialista Genuzio Bentini, mentre la difesa degli accoltellatori, rimasti poi impuniti, venne presa da Roberto Farinacci.
Parallelamente al lavoro in fabbrica, Sacchi portò avanti la passione per il ciclismo. Nel 1936, a diciannove anni, non poté firmare un contratto con la società ciclistica Bianchi perché ricevette la chiamata della Regia Marina.

### La Seconda Guerra Mondiale e la Resistenza
Durante il conflitto mondiale prestò servizio sulla Corazzata Littorio e dopo il suo affondamento fu destinato a un cacciatorpediniere. L’8 settembre 1943 fu arrestato dai nazisti in Toscana, riuscì a scappare e a raggiungere avventurosamente Milano, dove aderì al PCI e alla Resistenza divenendo in breve comandante della 114ª Brigata Garibaldi col nome di battaglia di “Ugo”.

### Il dopoguerra e l'ingresso nel sindacato
Finita la guerra tornò a lavorare in officina, alla Motomeccanica, e per volere del segretario milanese del PCI Giuseppe Alberganti, fu chiamato in pianta stabile nell'apparato del partito divenendo responsabile del settore organizzazione. A seguito delle elezioni politiche del 1948 venne licenziato per motivi antisindacali ed entrò nella Fiom provinciale di Milano. Nel 1956 venne promosso in Segreteria e dal 1958 al 1964 fu segretario responsabile, oltre che membro della segreteria provinciale CGIL.

### La lotta degli elettromeccanici e l'attività sindacale
Da segretario della Fiom ambrosiana condusse le agitazioni per il contratto collettivo nazionale di lavoro (CCNL) metalmeccanico del 1959. Alcuni mesi più tardi progettò e diresse la lotta degli elettromeccanici (autunno/inverno 1960-1961), una storica mobilitazione sindacale che vide in Milano il proprio epicentro ed ebbe «caratteri anticipatori dell'andamento delle lotte dell'autunno caldo». Tra il 1962 e il 1963 fu tra i dirigenti più attivi sul piano nazionale nella vittoria della lotta per il CCNL del '63. Abbandonò la carica di segretario nell'ottobre 1964.

### L'esperienza parlamentare e lo Statuto dei Lavoratori
Nel 1963 fu eletto alla Camera dei deputati nelle liste del PCI e vi rimase per due legislature, fino al 1972, occupandosi prevalentemente di temi del lavoro. L’esperienza maturata come operaio e dirigente sindacale fu decisiva per la prima bozza di Statuto dei Lavoratori, di cui fu principale estensore nel luglio del 1967, con largo anticipo sulla proposta di legge governativa.

### L'AEM e le conferenze di produzione
Negli anni Settanta fu vicepresidente dell’Azienda Elettrica Municipale di Milano, dove promosse la creazione delle conferenze di produzione, strumenti di governo aziendale ibrido che permettevano ai lavoratori di dare il proprio apporto alla guida dell’impresa. Successivamente ricoprì incarichi di rilievo all’interno di Lombardia Risorse, Federelettrica e Cispel Lombardia.

### Lo scioglimento del PCI e l'adesione a Rifondazione Comunista
Nel 1984 fu tra i fondatori dei Centro Culturale Concetto Marchesi di Milano, espressione dell’ala del PCI critica verso il progressivo allontanamento dall’URSS e la prassi socialdemocratica del partito. Nel 1991, con lo scioglimento del PCI, aderì a Rifondazione Comunista di cui fu prima segretario lombardo e poi presidente regionale.
È morto a Milano martedì 13 dicembre 2016. Tre giorni dopo si è tenuto il funerale civile nella Sala del commiato al cimitero di Lambrate, ove poi è stato cremato. Infine le ceneri sono state portate al cimitero di Chiaravalle, e tumulate in una celletta.